# État des lieux (droit)
Pour les articles homonymes, voir État des lieux et EDL.
Un état des lieux (EDL) est une description d'un logement loué, des pièces et des équipements de ce logement.
Il se fait lors de l'entrée du locataire dans le logement et lors de la sortie.
En cas de dégradations visibles entre les deux états, il peut être utilisé par le propriétaire du logement pour demander une somme d'argent au locataire afin de remettre le logement dans son état initial.

## En droit français
L'état des lieux est mentionné aux articles 1730 et 1731 du code civil, promulguée par la loi du 17 mars 1804 :
« S'il a été fait un état des lieux entre le bailleur et le preneur, celui-ci doit rendre la chose telle qu'il l'a reçue, suivant cet état, excepté ce qui a péri ou a été dégradé par vétusté ou force majeure. S'il n'a pas été fait d'état des lieux, le preneur est présumé les avoir reçus en bon état de réparations locatives, et doit les rendre tels, sauf la preuve contraire. »
En ce qui concerne les baux d'habitation, la loi 89-462 du 6 juillet 1982 impose l'état des lieux dans son article art. 3-2.
« Un état des lieux est établi selon des modalités définies par décret en Conseil d'Etat, pris après avis de la Commission nationale de concertation, dans les mêmes formes et en autant d'exemplaires que de parties lors de la remise et de la restitution des clés. Il est établi contradictoirement et amiablement par les parties ou par un tiers mandaté par elles et joint au contrat de location.
Si l'état des lieux ne peut être établi dans les conditions prévues au premier alinéa, il est établi par un huissier de justice, sur l'initiative de la partie la plus diligente, à frais partagés par moitié entre le bailleur et le locataire et à un coût fixé par décret en Conseil d'Etat. Dans ce cas, les parties en sont avisées par l'huissier au moins sept jours à l'avance, par lettre recommandée avec demande d'avis de réception.
À défaut d'état des lieux ou de la remise d'un exemplaire de l'état des lieux à l'une des parties, la présomption établie par l'article 1731 du code civil ne peut être invoquée par celle des parties qui a fait obstacle à l'établissement de l'acte ou à sa remise à l'une des parties.
Le locataire peut demander au bailleur ou à son représentant de compléter l'état des lieux d'entrée dans un délai de dix jours à compter de son établissement. Si cette demande est refusée, le locataire peut saisir la commission départementale de conciliation territorialement compétente.
Pendant le premier mois de la période de chauffe, le locataire peut demander que l'état des lieux soit complété par l'état des éléments de chauffage.
Le propriétaire ou son mandataire complète les états des lieux d'entrée et de sortie par les relevés des index pour chaque énergie, en présence d'une installation de chauffage ou d'eau chaude sanitaire individuelle, ou collective avec un comptage individuel. L'extrait de l'état des lieux correspondant est mis à la disposition de la personne chargée d'établir le diagnostic de performance énergétique prévu à l'article L. 134-1 du code de la construction et de l'habitation qui en fait la demande, sans préjudice de la mise à disposition des factures. »
Le 8 mars 2023, la Cour de Cassation a estimé qu'un propriétaire pouvait facturer au locataire une somme supérieure au montant de la remise en état de manière à tenir compte du préjudice financier qu’il subit en étant obligé de baisser son loyer pendant la durée de la remise en état ou en étant obligé de retarder la date de remise en location du bien.
Le décret d'application est le décret 2016-382 du 30 mars 2016.
En vigueur depuis juillet 2014, la loi Alur a fixé un nouveau cadre législatif aux états des lieux. en effet, la loi met en place un modèle type d’état des lieux d’entrée et de sortie. L’objectif de la législation est d’améliorer les rapports entre locataire et propriétaire et réduire le nombre de litiges.
La nouvelle réglementation permet aussi de faire un état des lieux dématérialisé et le fait de pouvoir l’illustrer. Enfin, la nouvelle réglementation éclaircit la définition de la vétusté et permet au bailleur et au locataire de convenir ensemble du respect d’une grille de vétusté ayant fait l’objet d’un accord au préalable.